# Borki (gmina Prostki)
Borki (dawn. Borki-PGR) – osada popegeerowska w Polsce, położona w województwie warmińsko-mazurskim, w powiecie ełckim, w gminie Prostki.

## Historia
Miejscowość powstała w 1973 roku w wyniku podziału wsi Borki. Borki (PGR) stanowiły dotąd część Borek (wsi), które w latach 1945-54 należały do gminie Prostki w powiecie ełckim w województwie białostockim. Jesienią 1954 weszły w skład gromady Sokółki w powiecie ełckim, którą 1 stycznia 1955 włączono do powiatu grajewskiego w tymże województwie. 1 stycznia 1958  wieś Borki wyłączono z gromady Sokółki i włączono z powrotem do powiatu ełckiego (do gromady Nowa Wieś Ełcka). Powstał wtedy specyficzny wydłużony klin na południu powiatu ełckiego (obecnie na granicy gmin Ełki i Prostki w powiecie ełckim).
Z dniem 1 stycznia 1973 reaktywowano gminę Prostki w powiecie grajewskim, w skład której weszło sołectwo Borki-PGR, które odłączono od Borek w powiecie ełckim. Określano je mianem Borki-PGR, ponieważ w skład gminy Prostki weszły także inne Borki (do końca 1972 roku w powiecie piskim), którym w celu uniknięcia nieporozumień zmieniono nazwę 1 stycznia 2006 na Kibisy na bazie niemieckiej nazwy Kybissen. Od 1999 gmina Prostki ponownie należy do powiatu ełckiego, jednak Borki (PGR) nadal znajdują się w innej gminie niż macierzyste Borki, które od reformy z 1973 roku przynależą do gminy Ełk, mimo bezpośredniego sąsiedztwa obu miejscowości.
W latach 1975–1998 miejscowość należała administracyjnie do województwa suwalskiego.
Zobacz też: Borki